# 佐々木光司
佐々木 光司（ささき こうじ、1959年8月2日 - ）は、日本の政治家。岩手県岩手町長（2期）。

## 来歴
岩手県岩手郡生まれ。岩手町立沼宮内小学校、岩手町立沼宮内中学校、岩手高等学校、慶應義塾大学文学部史学科国史学専攻卒業。1983年（昭和58年）4月、岩手町役場に奉職。
2017年（平成29年）3月、岩手町役場退職。同年4月、有限会社佐々木石材工業に入社。同年11月、任期満了に伴う岩手町長選挙に立候補する意向を表明。
2018年（平成30年）5月20日執行の岩手町長選挙で現職の民部田幾夫との一騎打ちを制し、初当選を果たした。6月1日、町長就任。
※当日有権者数：11,748人 最終投票率：67.71%（前回比：－15.14pts）
| 候補者名   | 年齢 | 所属党派 | 新旧別 | 得票数  | 得票率 | 推薦・支持 |
| ---------- | ---- | -------- | ------ | ------- | ------ | ---------- |
| 佐々木光司 | 58   | 無所属   | 新     | 4,280票 | 54.19% |            |
| 民部田幾夫 | 64   | 無所属   | 現     | 3,618票 | 45.81% |            |